# Brüsszel fővárosi régió parlamentje
Brüsszel fővárosi régió parlamentje vagy a Brüsszeli régió parlamentje (franciául: Parliament de la Région de Bruxelles-Capitale vagy Parlement Bruxellois, hollandul: Parlement van het Brusselse Hoofdstedelijke Gewest vagy Brussels Hoofdstedelijk Parlement) a Brüsszeli Régió, a Belgiumot alkotó három szövetségi régió egyikének törvényhozó szerve. A parlament épülete Brüsszel városában található, összesen 89 tagja van, ebből 72 francia és 17 holland.

## Parlamenti választások
A kezdetben 75, 2004-től 89 tagú parlament képviselőit ötévente megrendezett helyi választásokon választják meg. Eddig a régió 1989-es megalakulása óta négy választást bonyolítottak le:
- 1989. június 18.
- 1995. május 21., a szövetségi parlamenti választásokkal egy időben;
- 1999. június 13.
- 2004. június 13., az Európai Parlamenti választásokkal egy időben.

### 2004-es választási eredmények

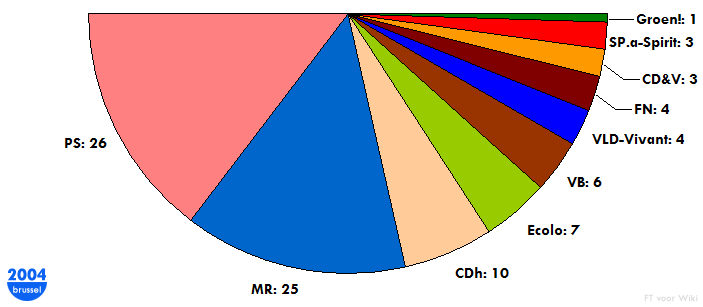

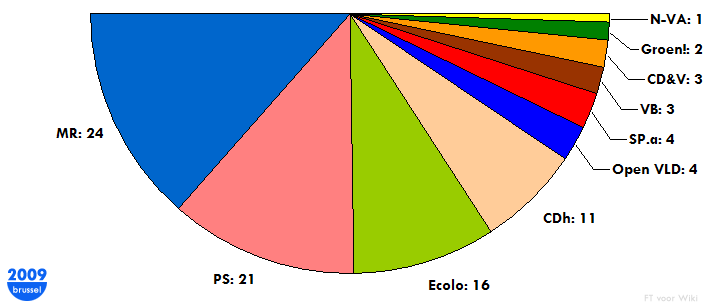

| Párt neve | Párt neve                                           | # szavazatok száma | % szavazatok aránya | # képviselői helyek |
| --------- | --------------------------------------------------- | ------------------ | ------------------- | ------------------- |
|           | Vallon Szocialista Párt                             | 130 462            | 28,8%               | 26                  |
|           | Reform Mozgalom                                     | 127 122            | 28,0%               | 25                  |
|           | Humanista Demokratikus Közép                        | 55 078             | 12,1%               | 10                  |
|           | Ecolo                                               | 37 908             | 8,4%                | 7                   |
|           | Flamand Blokk                                       | 21 297             | 4,7%                | 6                   |
|           | Front National                                      | 21 195             | 4,7%                | 4                   |
|           | Nyitott Flamand Liberálisok és Demokraták           | 12 443             | 2,7%                | 4                   |
|           | SP.a-Spirit                                         | 11 052             | 2,4%                | 3                   |
|           | Kereszténydemokrata és Flamand/Új Flamand Szövetség | 10 482             | 2,3%                | 3                   |
|           | Groen!                                              | 6 132              | 1,4%                | 1                   |

## Jogkörei
A brüsszeli régió parlamentjének legfontosabb feladata a régiós kormány működésének felügyelete, valamint a régió költségvetésének és jogszabályainak (az ún. parlamenti rendeletek, hollandul: ordonnanties, franciául: ordonnances) elfogadása. A parlament megválasztása után kinevezi a régió miniszterelnökét és 5 miniszterét, valamint három államtitkárt, akik a régiós kormányt alkotják.
A parlamentnek lehetősége van arra, hogy a kormány lemondassa, amennyiben elfogad egy bizalmatlansági indítványt. Mivel a jelenlegi alkotmány értelmében csak ötévente lehet parlamenti választásokat kiírni és lebonyolítani, ezt az indítványt csak akkor fogadhatja el a parlament, amennyiben kinevezi a miniszterelnök és a miniszterek utódait.
A parlament 89 képviselőjét nyelvi alapon két csoportba sorolták be: 72 közülük a francia ajkú lakosságot képviseli, 17-en pedig a flamandokat. A nyelvi csoportok képviselői közül csak a franciák lehetnek tagjai a regionális és közösségi parlamentnek, a flamandok a regionális parlamenti választásokkal párhuzamosan 6 képviselőt választanak a flamand régió parlamentjébe.

## Kapcsolódó szócikk
- Belga szövetségi parlament - a belga törvényhozás alsó és felsőháza
- Flamand Parlament (regionális és közösségi gyűlés
- Vallón Parlament regionális gyűlés
- A Francia Közösség Parlamentje közösségi gyűlés
- Francia Közösség Bizottság (COCOF)
- Flamand Közösségi Bizottság (VGC)